# Shane Byrne (pilote moto)
Pour les articles homonymes, voir Shane Byrne et Byrne.
Shane Byrne, né le 10 décembre 1976 à Lambeth, est un pilote de vitesse moto britannique
Il a fait ses débuts dans le monde des Grand Prix en 2004 directement dans la catégorie reine de MotoGP au Grand Prix d'Afrique du Sud.

## Carrière en Grand Prix
| Année | Cat.   | Équipe | Moto    | GP | Vict. | Podiums | Poles | Mtour | Pts | Position |
| ----- | ------ | ------ | ------- | -- | ----- | ------- | ----- | ----- | --- | -------- |
| 2005  | MotoGP |        | Honda   | 11 | 0     | 0       | 0     | 0     | 6   | 24e      |
| 2004  | MotoGP |        | Aprilia | 9  | 0     | 0       | 0     | 0     | 18  | 20e      |

## Polémique
En 2021, une vidéo tournée en 2013 a refait surface. On y voyait le champion, prêt à monter sur le podium, asperger une jeune femme d'une abondante gisclette de champagne, sous sa jupe. Il s'est exprimé sur Instagram, expliquant que son comportement ce jour-là était inapproprié et se reprochant de ne pas avoir pris la parole plus tôt pour en parler, pensant que ce geste, au moment des faits, aurait pu être interprété comme une offrande de plaisir pour la jeune femme.